# Рогозиха (село)
Рогозиха — село в Павловском районе Алтайского края. Административный центр Рогозихинского сельсовета.

## География
Село расположено на автодороге Р385 в 15 км от районного центра — села Павловск на краю Касмалинского ленточного бора.

## Население
| 1926  | 1997  | 1998  | 1999 | 2000 | 2001  |
| ----- | ----- | ----- | ---- | ---- | ----- |
| 5554  | ↘1007 | ↘965  | ↗990 | ↘986 | ↘977  |
| 2002  | 2003  | 2004  | 2005 | 2006 | 2007  |
| ↗990  | ↗1021 | ↗1022 | ↘982 | ↗996 | ↗1000 |
| 2008  | 2009  | 2010  | 2011 | 2012 | 2013  |
| ↗1019 | ↘1007 | ↘942  | ↗945 | ↘942 | ↘915  |

## Экономика
В селе действует 8 магазинов, предприятия сельхозпереработки.

## Социальная сфера
На территории села действуют несколько учреждений образования: МОУ «Рогозихинская СОШ», фельдшерский пункт, детский сад, дом культуры, сельский клуб и библиотека.